# Rama (Etiopia)
Rama, chiamata in passato anche Mai Lala o semplicemente Lala, è una città situata nell'Etiopia settentrionale.
Capoluogo del woreda di Mereb Lehe, nella Zona Centrale (Mehakelegnaw Zone) della regione dei Tigrè, si trova a 35 km a nord della città di Adua e a 7 km dal confine con l'Eritrea,
La cittadina si estende all'interno di un altopiano fertile all'altitudine di 1385 metri sul livello del mare.

## Storia
Il 13 febbraio 1936 si verificò l'eccidio del cantiere Gondrand, in cui un gruppo di guerrieri etiopi uccise sessantotto italiani e diciassette eritrei, operai di un cantiere stradale. La reazione italiana al massacro portò all'impiccagione di capi locali e individui ritenuti colpevoli del massacro, i cui corpi furono lasciati a lungo esposti sulla forca alla mercé degli avvoltoi come monito alla popolazione locale.
Il 29 settembre 1988, unità armate del Fronte Popolare di Liberazione del Tigrè hanno assediato Rama, uccidendo 21 e catturando 854 soldati governativi. Tale attacco portò il Derg ad inviare una forza d'intervento verso questo importante insediamento situato lungo la strada che conduce ad Asmara, ma non fu in grado di riconquistare la città fino alla fine di dicembre, quando la 10ª divisione del secondo esercito rivoluzionario riconquistò la città, appena una settimana prima della decisiva battaglia dello Scirè.
Nel gennaio 2005, la Missione delle Nazioni Unite in Etiopia ed Eritrea (UNMEE) provvedette alla bonifica dei 12 km dei binari che attraversano Rama, che durante la guerra Etiopia-Eritrea erano stati minati.
Dal 2007 Rama è stata scelta dal governo etiope per un progetto pilota per fornire elettricità agli abitanti delle zone rurali, che spesso hanno difficoltà a collegarsi alle reti elettriche nazionali. Sono stati così inizialmente installati pannelli fotovoltaici in 2.100 case, con cui alimentare circa quattro lampade oppure radio e registratori.

## Monumenti e luoghi d'interesse
Fra i punti di interesse sul territorio di Rama, vi è la chiesa di Kor Nebir Mikael e una scuola primaria istituita nel 1968.

## Società

### Evoluzione demografica
Il censimento del 1994 registrò 4.504 abitanti, di cui 1.973 uomini e 2.531 donne.
Nel 2005 l'agenzia di statistica etiope ha stimato una popolazione di 7.824 abitanti, di cui 3.705 maschi e 4.119 femmine.

## Economia
Rama è la principale zona di coltivazione della frutta nel Tigré, in quanto nel suo territorio è stata realizzata la più grande diga di irrigazione. Fra le colture tipiche vi sono mango, arancio, banano e altri.
A Rama sono presenti due scuole primarie, una scuola superiore e una professionale.